# Sainte-Radegonde (Deux-Sèvres)
Sainte-Radegonde ist eine Commune déléguée in der französischen Gemeinde Thouars mit 1.801 Einwohnern (Stand: 1. Januar 2022) im Département Deux-Sèvres in der Region Nouvelle-Aquitaine. Die Einwohner werden Radegondais genannt.

## Geografie
Sainte-Radegonde liegt etwa drei Kilometer westlich von Thouars im Weinbaugebiet Anjou. Der Fluss Thouet durchquert die Commune déléguée. Umgeben wurde die Ortschaft Sainte-Radegonde von den Nachbargemeinden Sainte-Verge im Nordwesten und Westen, Thouars im Osten und Südosten, Saint-Jacques-de-Thouars im Südosten und Süden sowie Mauzé-Thouarsais im Westen.

## Geschichte
Am 14. September 1793 besiegten die zahlenmäßig weit überlegenen republikanischen Truppen im Tal bei Vrines die aufständischen Truppen der Vendée.
Am 1. Januar 2019 wurde die Gemeinde Sainte-Radegonde mit Missé, Mauzé-Thouarsais und Thouars zur Commune nouvelle Thouars zusammengeschlossen. Sie hat seither den Status einer Commune déléguée. Die Gemeinde Sainte-Radegonde gehörte zum Arrondissement Bressuire und zum Kanton Thouars.

## Bevölkerungsentwicklung
| Jahr                       | 1962 | 1968 | 1975 | 1982 | 1990 | 1999 | 2006 | 2012 |
| Einwohner                  | 796  | 1130 | 1810 | 1984 | 2020 | 2027 | 1973 | 1919 |
| Quellen: Cassini und INSEE |      |      |      |      |      |      |      |      |

## Sehenswürdigkeiten
- Radegundiskirche mit Chor aus dem 12. Jahrhundert
- Kapelle von Vrines
- Windmühle von Vrines
- Wassermühle von Vrines am Thouet

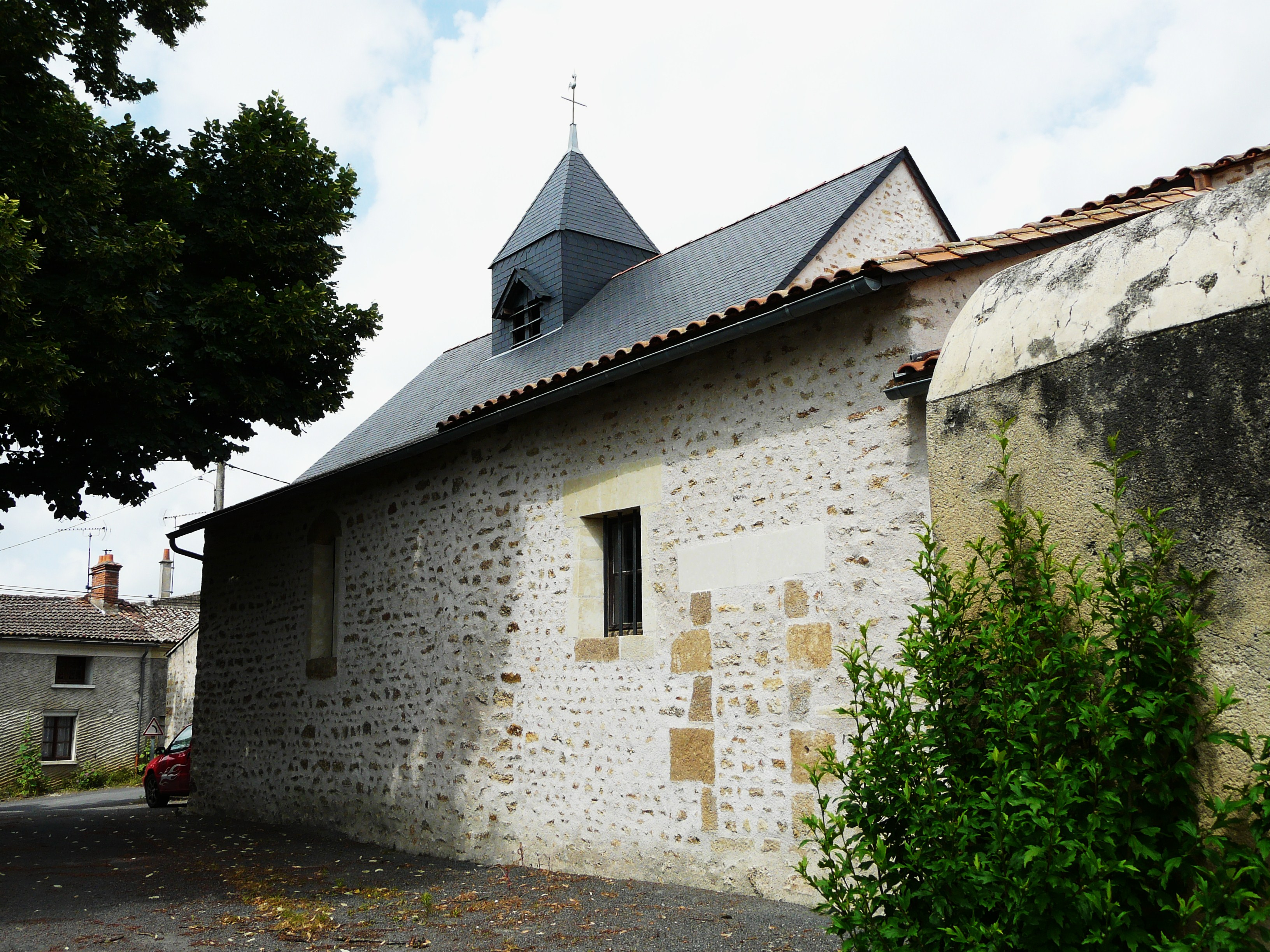
Radegundiskirche
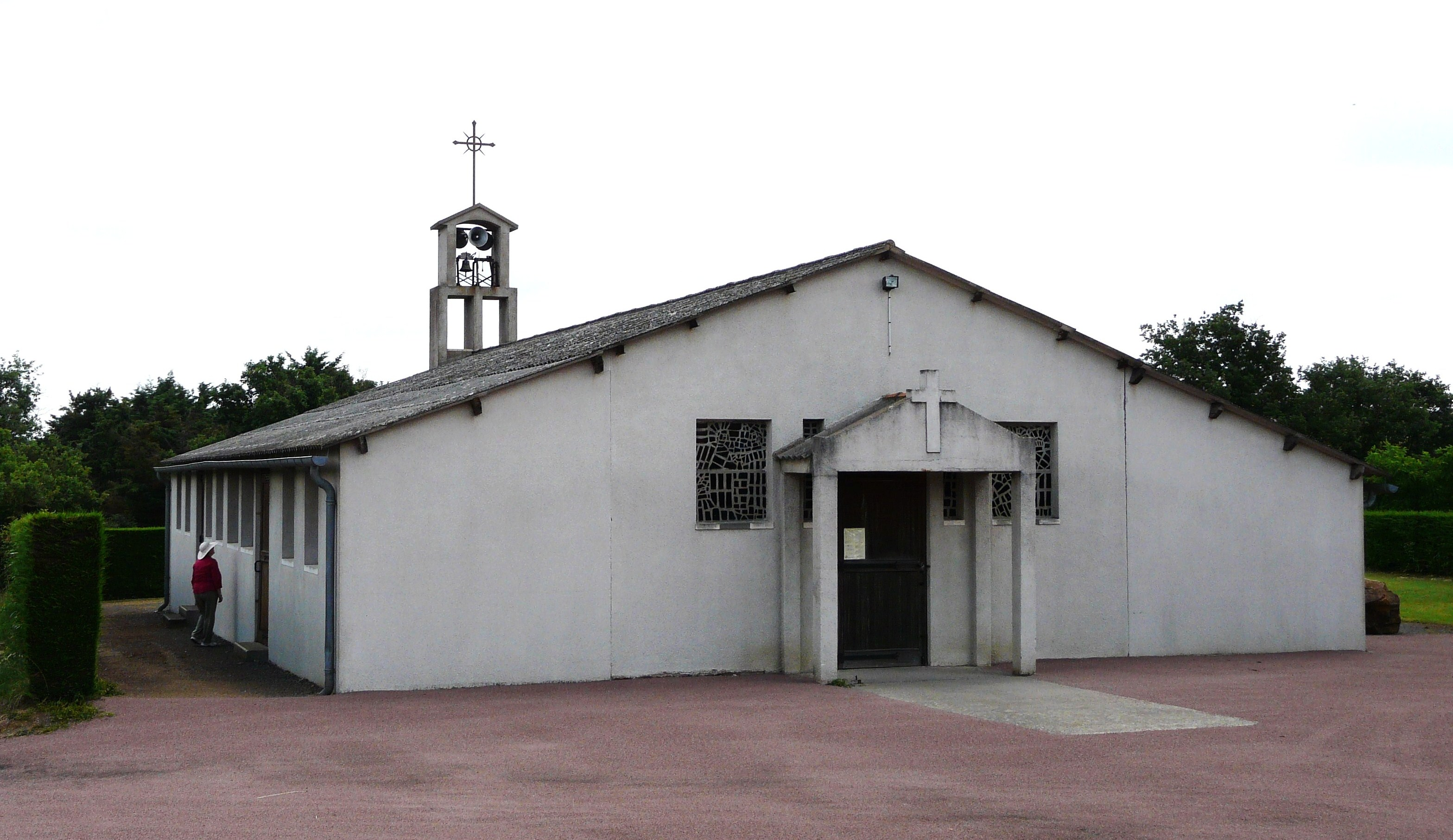
Kapelle von Vrines
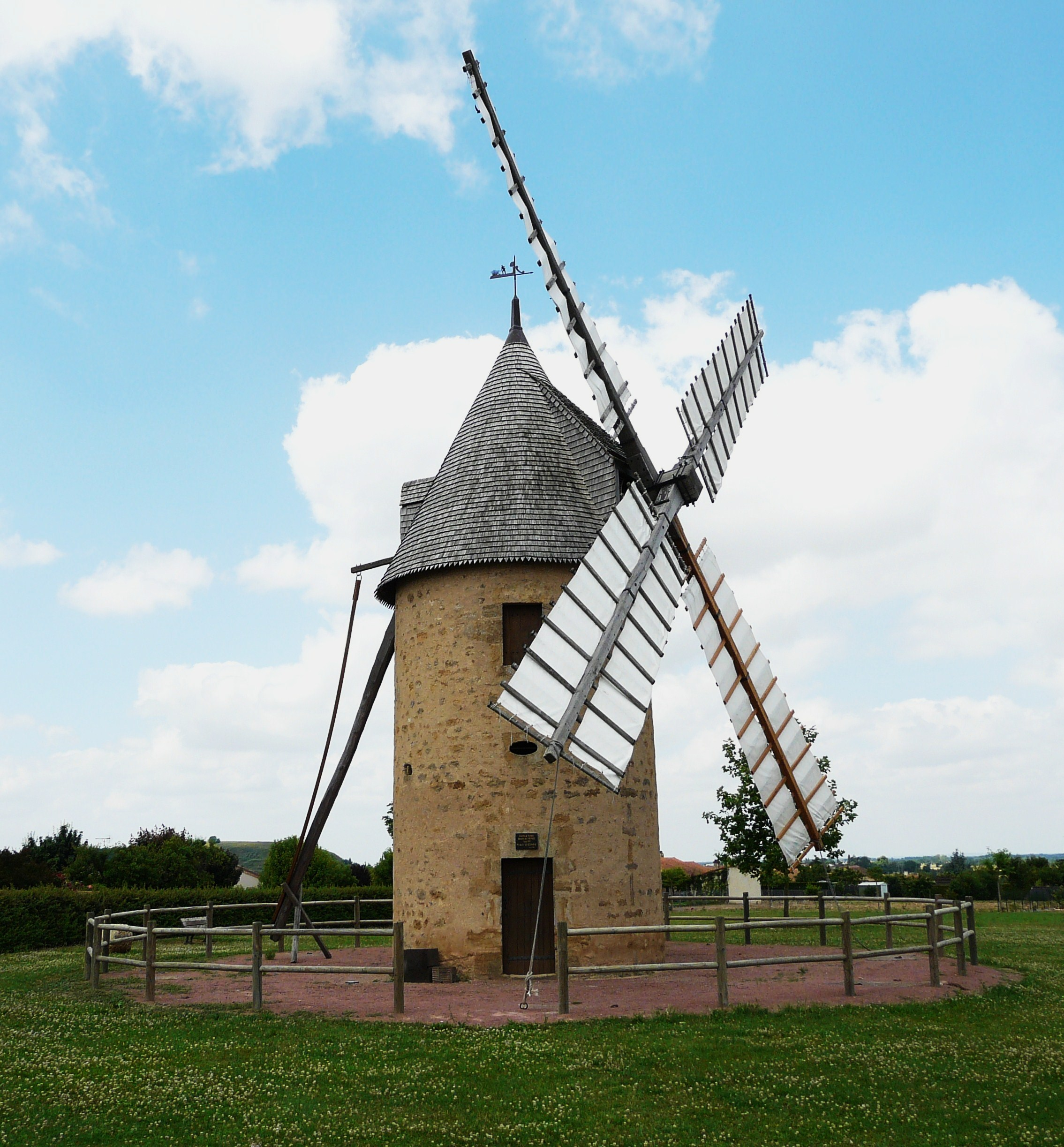
Windmühle von Vrines
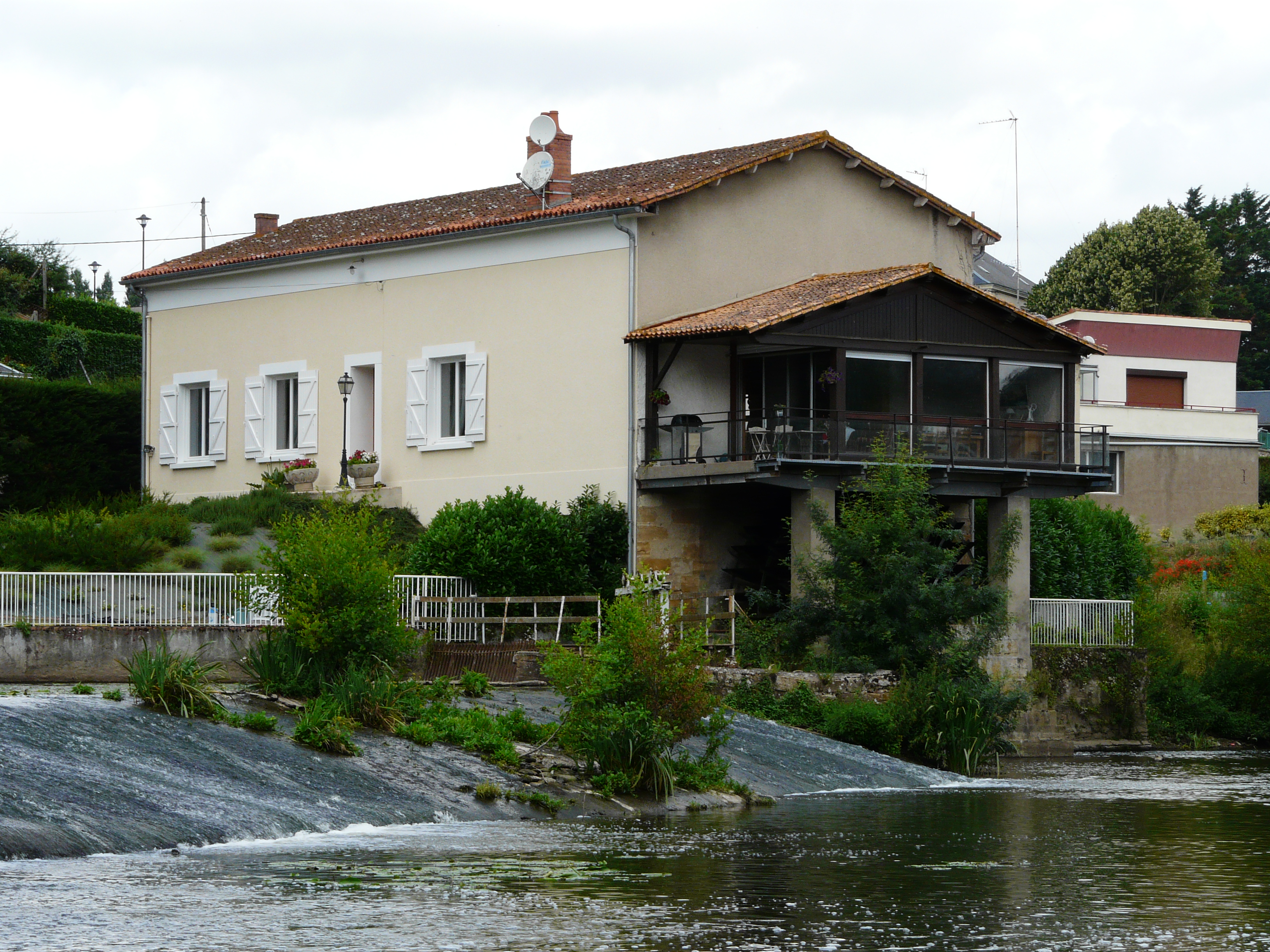
Wassermühle von Vrines

## Weinbau
Die Reben im Ort gehören zum Weinbaugebiet Anjou.

## Persönlichkeiten
- Gadifer de la Salle (1340–1415), Entdecker und Söldner